# Dani Levy

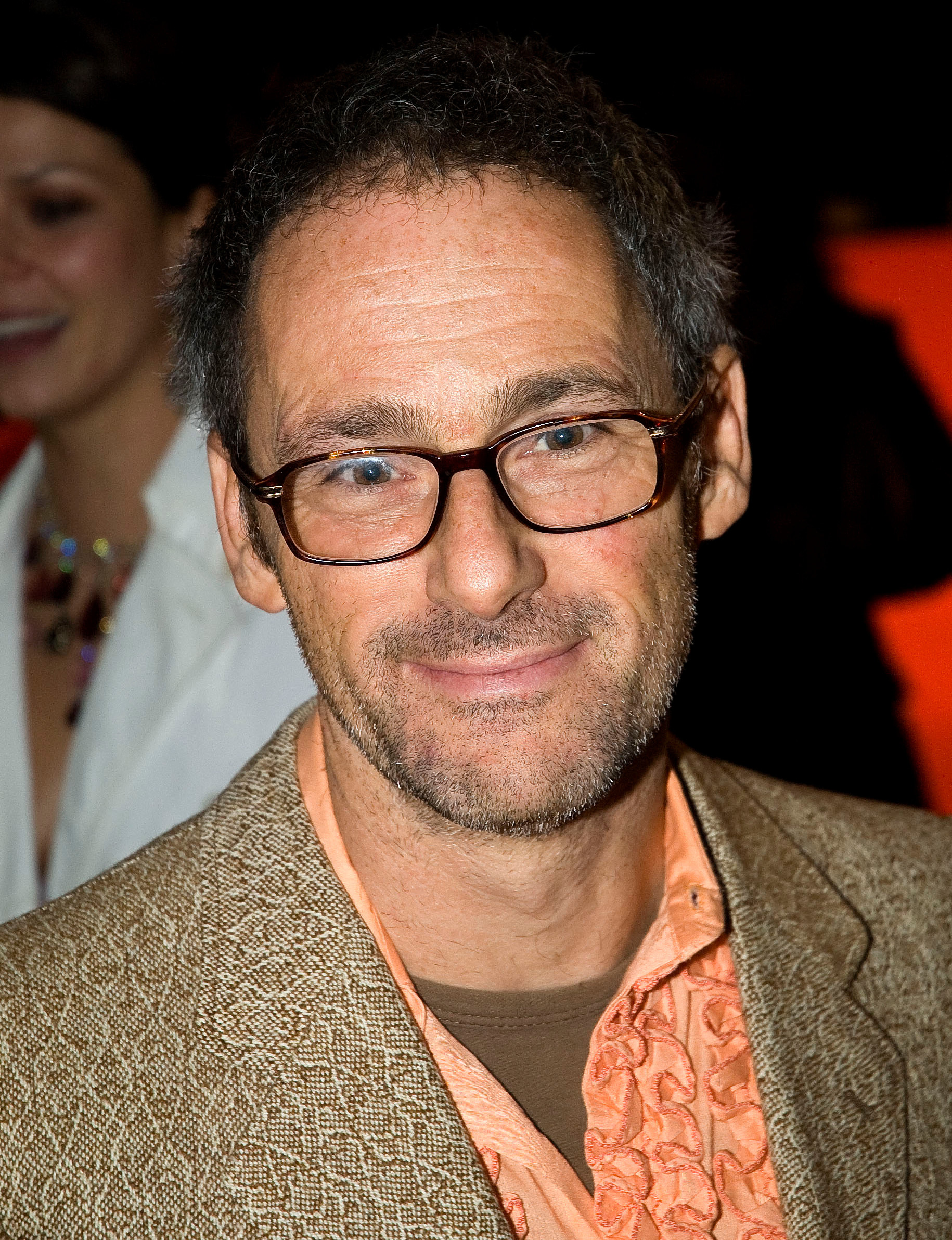
Dani Levy auf der Berlinale 2008

Dani Levy (* 17. November 1957 in Basel) ist ein Schweizer Schauspieler, Drehbuchautor und Regisseur.

## Leben
Levy wurde als Sohn jüdischer Eltern am 17. November 1957 in Basel geboren. Nach «wilder Kindheit und mittelmässigem Abi», wie er selbst sagt, sowie einer Zeit als Clown und Akrobat im Zirkus Basilisk kam Levy ans Theater Basel und wurde Schauspieler. Von 1977 bis 1979 sammelte er dort Erfahrungen, ohne eine Schauspielausbildung absolviert zu haben. Danach ging er in die USA und verbrachte dort zwei Jahre als Vagabund. Im Jahr 1980 kehrte er nach Europa zurück und lernte in Berlin seine langjährige Lebensgefährtin, die Regisseurin, Drehbuchautorin und Schauspielerin Anja Franke, kennen. Das Paar begann, zusammen erste Filme zu realisieren. Zum endgültigen Entschluss, nach Berlin zu ziehen, kam es durch Frankes Vater, Regisseur und Schauspieler Holger Franke, der Levy neben einem Engagement im Theater Rote Grütze auch einen Schlafplatz in der dortigen WG anbot. In der Theatergruppe spielte und inszenierte Levy unter anderem Stücke für Kinder und Jugendliche.
Im Jahr 1984 wurde er in der Deutschschweiz durch die Rolle des Küchenburschen «Peperoni» in der Fernsehserie Motel bekannt. Im selben Jahr schrieb er gemeinsam mit Lebensgefährtin Franke das Drehbuch von Du mich auch. Mehrere Jahre vergingen, bis man einen Produzenten für das Filmprojekt gewinnen konnte, in dem beide auch Hauptrollen übernahmen. Nach fünf Jahren wurde der Film 1989 mit einem kleinen Budget und Helmut Berger als Co-Regisseur realisiert. Der Film wurde auf Anhieb ein Erfolg und lief auf verschiedenen Festivals, unter anderem in der Semaine de la Critique und bei den Internationalen Filmfestspielen von Cannes. Im Kino Moviemento in Berlin wurde Du mich auch zum Kultfilm und war über zwei Jahre im Programm. Der damalige Filmvorführer war Tom Tykwer, der von Levys Film so begeistert war, dass er ihn mehrfach aufführte. Die beiden Filmemacher lernten sich damals kennen.
Levys und Frankes zweiter Film RobbyKallePaul (1989) beschreibt die Irrungen und Wirrungen der Liebe im Berlin der 1980er-Jahre. Auch hier entwickelten sie gemeinsam das Drehbuch, führten gemeinsam Regie und spielten die Hauptrollen. Es war der letzte gemeinsame Film, bevor sich das Paar trennte.
In Meschugge (1998) spielte Maria Schrader neben Levy eine Hauptrolle. In I Was on Mars (1991) spielte Schrader – sie und Levy waren inzwischen ein Paar – ebenfalls die Hauptrolle.
Im Jahr 1994 gründete Levy mit Tom Tykwer, Wolfgang Becker und Stefan Arndt die Filmproduktionsfirma X-Filme. Stille Nacht – Ein Fest der Liebe war 1996 der erste Film im eigenen Unternehmen. Er lief im Wettbewerb der Berlinale, war aber kein kommerzieller Erfolg.
Für seine Filmkomödie Alles auf Zucker! wurden Levy und Holger Franke am 14. Februar 2005 in Berlin mit dem Ernst-Lubitsch-Preis ausgezeichnet. Der Film wurde als eine «Wiederbelebung des deutsch-jüdischen Lustspiels» gewürdigt und bei der Verleihung des Deutschen Filmpreises 2005 insgesamt sechs Mal ausgezeichnet. Darüber hinaus wurde Alles auf Zucker! mit über einer Million Zuschauern auch ein Publikumserfolg.
Am 11. Januar 2007 lief Mein Führer – Die wirklich wahrste Wahrheit über Adolf Hitler in den deutschen Kinos an, in dem Helge Schneider als Adolf Hitler auftritt. Nachdem er ursprünglich eine andere Rahmenperspektive vorgesehen hatte, erklärte Levy in einem Gespräch auf 3sat am 8. Januar 2007, die nun vorliegende Fassung sei besser geeignet, um seinen Zuschauern «Gewissenssicherheit zu geben». Der Film lief bis Mai 2007 in den deutschen Kinos und erreichte knapp 800.000 Besucher.
Für das Filmprojekt Deutschland 09, an dem 13 bekannte deutsche Regisseure beteiligt waren (unter anderem Tom Tykwer, Wolfgang Becker und Fatih Akın), drehte Levy den Kurzfilm Joshua.
Am 26. August 2010 startete Das Leben ist zu lang in den deutschen Kinos. Als Darsteller waren u. a. Markus Hering, Meret Becker, Veronica Ferres, Gottfried John, Heino Ferch und Elke Sommer beteiligt.

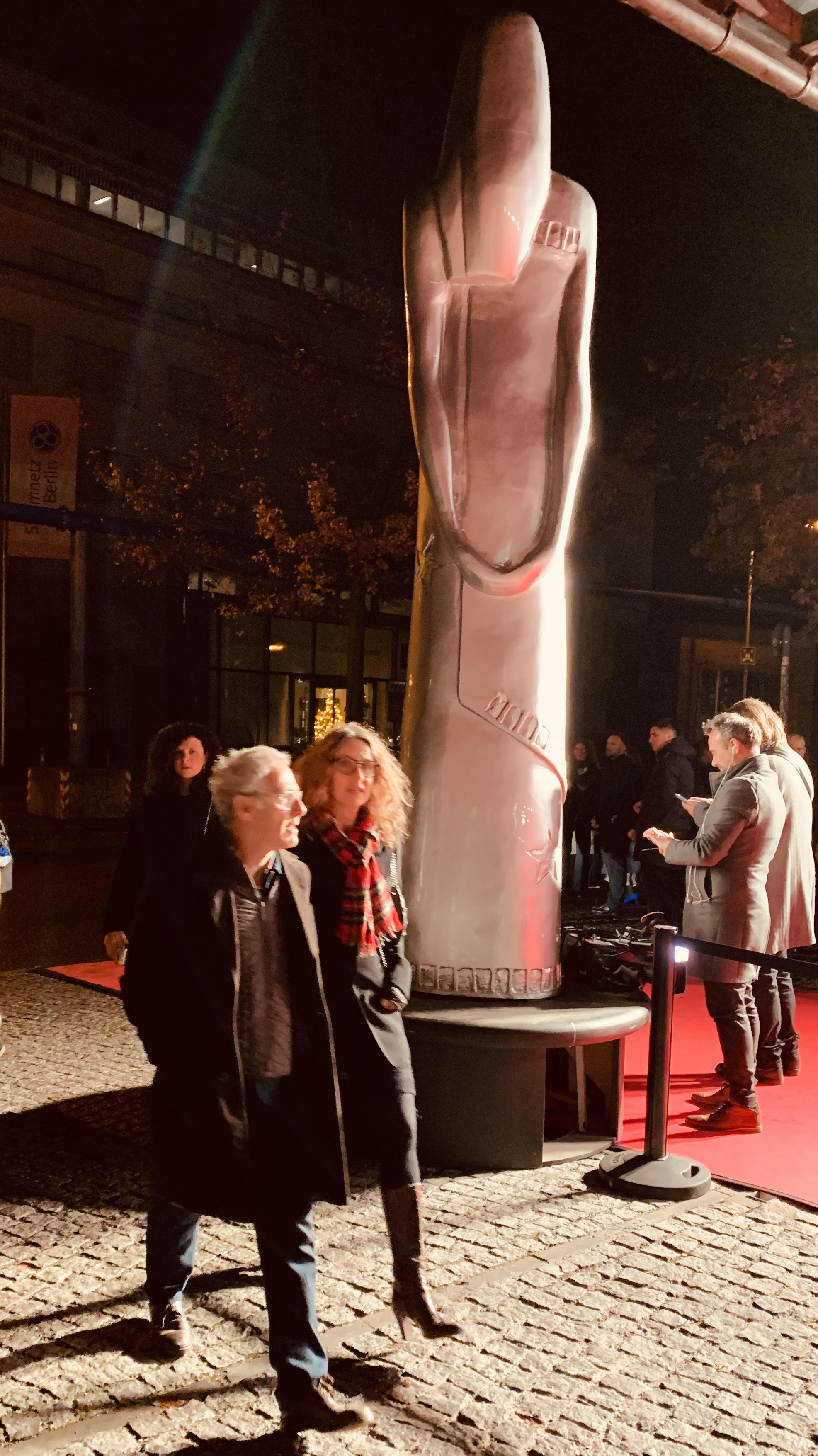
Levy beim Europäischen Filmpreis 2023

2012 unterstützte Levy die Kampagne Kein Raum für Missbrauch durch honorarfrei realisierte Spots. Im selben Jahr drehte er für das Schweizer Fernsehen den Luzerner Tatort Schmutziger Donnerstag über einen Mord in einer traditionsreichen Zunft.
Für das einmalige TV-Projekt 24h Jerusalem der zero one film in Kooperation mit dem BR und Arte stand Dani Levy 2013 als Regisseur zusammen mit weiteren Filmemachern hinter der Kamera. 70 Drehteams begleiteten 24 Stunden lang rund 90 Protagonisten und porträtierten das Leben in den Straßen Jerusalems. Das Format wurde ein Jahr später in Echtzeit auf Arte ausgestrahlt.
Im darauffolgenden Jahr drehte er im Auftrag des NDR und der ARD-Degeto die Fernseh-Komödie Der Liebling des Himmels über einen neurotischen Psychologen mit Axel Milberg in der Hauptrolle sowie Andreja Schneider, Mario Adorf und Jenny Schily.
Auch als Schauspieler und Theaterregisseur ist Levy aktiv. So spielte er in dem preisgekrönten Drama Der Staat gegen Fritz Bauer (2015) den berühmten israelischen Staatsanwalt und Politiker Chaim Cohn. Im selben Jahr inszenierte er am Zürcher Schauspielhaus die von ihm geschriebene Gesellschaftssatire Schweizer Schönheit.
2016 stellte Levy beim Filmfest München seine Komödie Die Welt der Wunderlichs vor. Darin geht es um die alleinerziehende Musikerin Mimi und ihre skurril-psychotische Familie, die zusammen einen turbulenten Roadtrip starten, um Mimi einen Traum zu erfüllen. In den Hauptrollen spielen Katharina Schüttler, Christiane Paul, Peter Simonischek, Steffen Groth, Martin Feifel und Hannelore Elsner.
Im März 2018 wurde bekannt, dass Levy in der von X-Film und dem ZDF produzierten Verfilmung des Bestsellers Die Känguru-Chroniken von Marc-Uwe Kling Regie führen soll. Der Kinostart war ursprünglich für Ende 2019 vorgesehen und fand nach einer Verschiebung am 5. März 2020 statt.
Dani Levy war 2003 eines der Gründungsmitglieder der Deutschen Filmakademie.
Er lebt mit seiner Frau, der Maskenbildnerin und Filmemacherin Sabine Lidl, und zwei Kindern in Berlin-Schöneberg.

## Filmografie

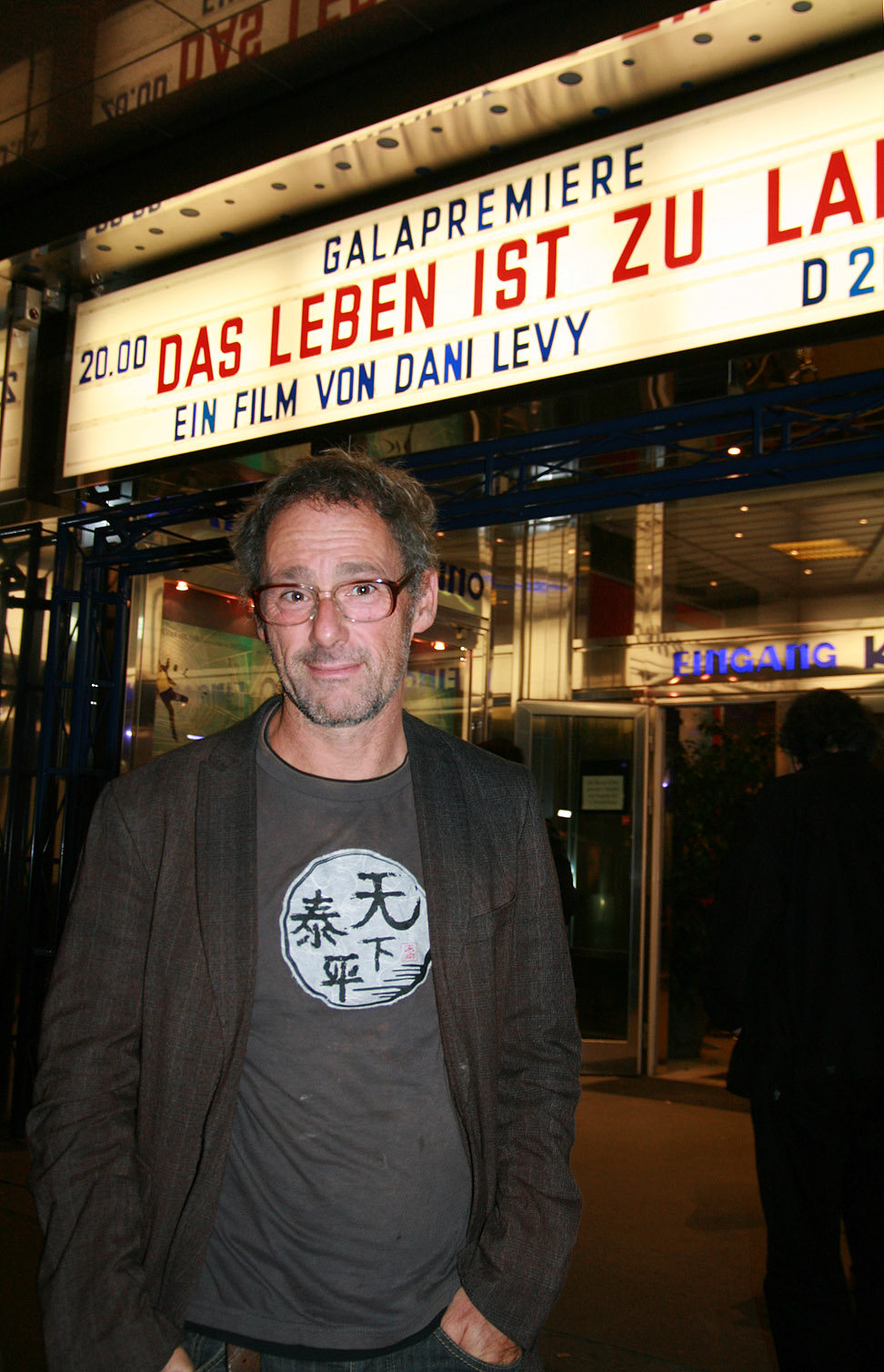
Levy in Wien (2010)

### Regie (Auswahl)

#### Filme
- 1986: Du mich auch (mit Anja Franke)
- 1989: RobbyKallePaul
- 1991: I Was on Mars
- 1993: Ohne mich
- 1995: Stille Nacht – Ein Fest der Liebe
- 1998: Meschugge
- 1999: Das Geheimnis der Sicherheit
- 2001: Die Probe (La répétition)
- 2002: Väter
- 2004: Alles auf Zucker!
- 2007: Mein Führer – Die wirklich wahrste Wahrheit über Adolf Hitler
- 2009: Deutschland 09, Segment: Joshua
- 2010: Das Leben ist zu lang
- 2013: Tatort: Schmutziger Donnerstag
- 2015: Der Liebling des Himmels
- 2016: Die Welt der Wunderlichs
- 2018: Tatort: Die Musik stirbt zuletzt
- 2019: Berlin, I Love You
- 2020: Die Känguru-Chroniken

#### 360° – Virtual Reality
- 2018: Jerusalem Stories: Faith – Love – Hope – Fear

#### Musikvideos
- 2001: Adriano (Letzte Warnung)

### Drehbuch (Auswahl)
- 1986: Du mich auch (mit Anja Franke)
- 1989: RobbyKallePaul (mit Anja Franke)
- 1991: I Was on Mars
- 1993: Ohne mich
- 1995: Stille Nacht – Ein Fest der Liebe
- 1998: Meschugge
- 1999: Das Geheimnis der Sicherheit
- 2002: Väter
- 2004: Alles auf Zucker!
- 2007: Mein Führer – Die wirklich wahrste Wahrheit über Adolf Hitler
- 2010: Das Leben ist zu lang
- 2015: Der Liebling des Himmels
- 2016: Die Welt der Wunderlichs
- 2018: Tatort – Die Musik stirbt zuletzt
- 2019: Berlin, I Love You

### Schauspiel
- 1984: Motel (Fernsehserie)
- 1986: Du mich auch
- 1989: RobbyKallePaul
- 1993: Halbe Welt
- 1994: Burning Life
- 1994: Die Mediocren
- 1994: Einer meiner ältesten Freunde
- 1995: Stille Nacht – Ein Fest der Liebe
- 1996: Tempo
- 1996: Kondom des Grauens
- 1997: Aimée & Jaguar
- 1998: Meschugge
- 2010: Das Leben ist zu lang
- 2015: Der Staat gegen Fritz Bauer
- 2015: Simon sagt auf Wiedersehen zu seiner Vorhaut
- 2019: Sohn meines Vaters
- 2019: Winterreise

## Theater
- 2003: Freie Sicht aufs Mittelmeer (ein Strassenstück in Zusammenarbeit mit dem Theater Basel)
- 2015: Schweizer Schönheit (Schauspielhaus Zürich)
- 2018: Die Dreigroschenoper (Theater Basel)

## Auszeichnungen
- 1999: Bayerischer Filmpreis für Meschugge
- 2005: Ernst-Lubitsch-Preis für Alles auf Zucker!
- 2005: Deutscher Filmpreis für Alles auf Zucker!, unter anderem für den besten Spielfilm und die beste Regie
- 2018: Fernsehfilmpreis der Deutschen Akademie der Darstellenden Künste, Sonderpreis für die Regie in Tatort – Die Musik stirbt zuletzt[5]